# Давидовська сільська рада
Дави́довська сільська рада (рос. Давыдовский сельский совет) — сільське поселення у складі Притобольного району Курганської області Росії.
Адміністративний центр — село Давидовка.
Населення сільського поселення становить 633 особи (2021; 889 у 2010, 1270 у 2002).

## Склад
До складу сільського поселення входять:
| Населений пункт     | Населення, осіб (2002) | Населення, осіб (2010) |
| ------------------- | ---------------------- | ---------------------- |
| Давидовка, село     | 685                    | 554                    |
| Комановка, присілок | 96                     | 28                     |
| Патраки, присілок   | 228                    | 157                    |
| Покровка, присілок  | 63                     | 33                     |
| Поляковка, присілок | 2                      | 2                      |
| Туманова, присілок  | 196                    | 115                    |